# ثورة الكف الأخضر
ثورة الكف الأخضر هي ثورة قامت على أثر أحداث ثورة 1929 اتضحت أمام الشعب العربي الفلسطيني عدة حقائق منها أن أسلوب الاحتجاج والتظاهر والاضراب الذي اتبعه قيادات الحركة الوطنية الفلسطينية من قبل في النضال ضد الصهيونية والاستعمار البريطاني أسلوب غير ناجح ولا يمكن أن يبلغ بالحركة الوطنية إلى الهدف المنشود. كما تبين له أن اللجوء إلى السلاح لمقاومة العدو أمر لا بد منه.

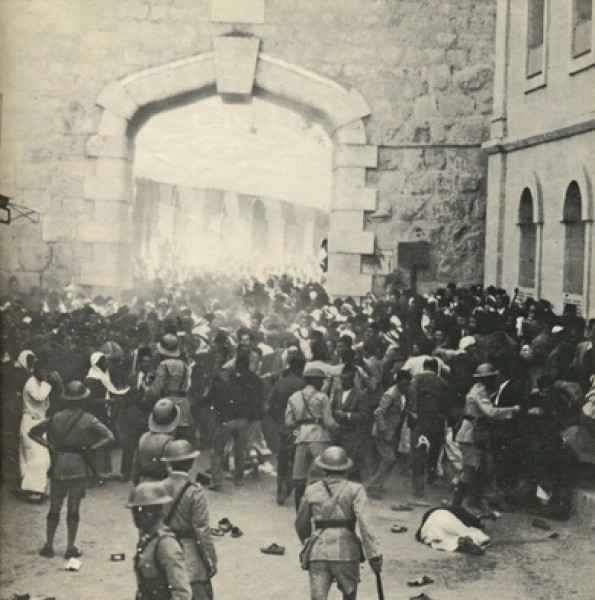
صورة من أحداث ثورة البراق عام 1929 التي ترافق معها تشكيل عصابة الكف الأخضر

## تأسيس عصابة الكف الأخضر
تشكلت عصابة الكف الأخضر في تشرين الأول 1929 بقيادة أحمد طافش (من أهالي مدينة صفد العرب المسلمين حيث تقطن عائلته في حارة النصارى في مدينة صفد ). وهي أول تنظيم مسلح في المقاومة الفلسطينية. وكان ظهورها أمراً ذا دلالة خاصة أثار انتباه المندوب السامي البريطاني تشانسلور فكتب عنها تقريراً خاصاً إلى حكومته.

## البدايات
بدأت عصابة الكف الأخضر نشاطها في الشهر الذي تشكلت فيه فشنت هجوما على الحي اليهودي في صفد بالتعاون مع أنصارها داخل المدينة. تعززت العصابة في شهر تشرين الثاني 1929 بانضمام عدد من الثوار السوريين الذين حاربوا المستعمرين الفرنسيين في الثورة السورية عام 1925 فشنت بشكلها الموسع هجوماً آخر على صفد* في منتصف شهر تشرين الثاني 1929، مما حمل حكومة الانتداب على إرسال تعزيزات من الشرطة إلى المنطقة.
بعد وصول التعزيزات إلى صفد ظهر رجال الكف الأخضر في قضاء عكا حيث اخذوا ينصبون الكمائن لدوريات الشرطة والجيش البريطاني. وقد دفع ذلك كله سلطات الانتداب إلى حشد قوات كبيرة من الجيش استطاعت أن ترصد تحركات الثوار وتلاحقهم.
وفي الوقت ذاته سيرت قوات الاحتلال الفرنسية في سورية دوريات كبيرة وكثيرة على الجانب السوري من الحدود السورية الفلسطينية لمنع وصول الامدادات والنجدات من سورية إلى فلسطين التي كان يقوم بتأمين هذه الامدادات بعض من افراد عصابة الكف الاخضر نذكر منهم أبناء عم المؤسس احمد طافش . يعقوب طافش ومحمد طافش ومجموعة من المجاهدين حيث كانت مهمتهم تأمين السلاح والعتاد لجماعة الكف الاخضر

## ميزة عصابة الكف الأخضر
تميزت عصابة الكف الأخضر بقدرتها على الحركة والمناورة لأنها عملت في منطقة ريفية كان فلاحوها يعطفون عليها ويقدمون إليها للمساعدات المختلفة. بيد أن الافتقار إلى التنسيق والتعاون بين العصابة والقيادة السياسة الفلسطينية مع اتباع المقاومة المسلحة واعتمادها إلى مناطق أخرى، ولا سيما منطقة نابلس. وقد ساعد هذا الوضع سلطات الانتداب على شن عمليات عسكرية كثيفة ضد الكف الأخضر، ولا سيما خلال الشهرين الأولين من عام 1930، واعتقال 16 مناضلاً من أفرادها المؤسسين. وقد أدى ذلك كله إلى أن تتوقف العصابة عن العمل بصورة مؤقتة لتعيد تنظيم صفوفها. وقد عادت إلى نشاطها بصورة محدودة في ربيع 1930.
نشطت قوات الجيش والشرطة مرة أخرى في ملاحقة رجال عصابة الكف الأخضر صيف 1930. واستطاعت سلطات الانتداب القاء القبض على قائدها أحمد طافش في الأردن. وقد أدى ذلك إلى توقف نشاطها.

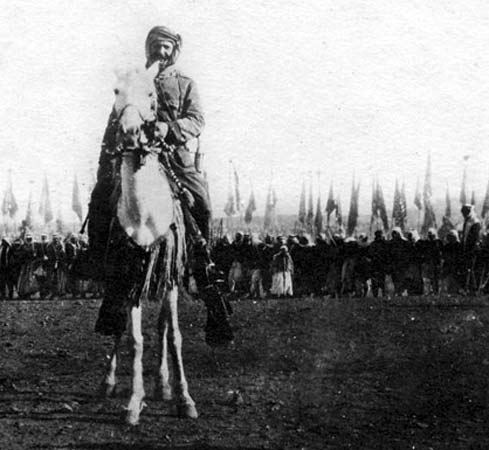
سلطان باشا الأطرش

## علاقة عصابة الكف الأخضر بالثورة السوريا الكبرىوالدروز
لقد تشكل التنظيم اولا من 27 عنصرا عندما بدأ نضالة المسلح وقد إنضم إلهم فيما بعد عدد من الشباب العرب الدروز السورين الذين اشتركوا في الثورة العربية ضد فرنسا في سوريا التي كان يقودها سلطان باشا الأطرش 1925-1927. وأعتبرها البعض (ثورة الكف الأخضر) امتداد لثورة سلطان باشا.